# Titularbistum Gergis
Gergis (ital.: Gergi) ist ein Titularbistum der römisch-katholischen Kirche. 
Es geht zurück auf ein untergegangenes Bistum der antiken Stadt Gergis in Nordafrika (römische Provinz Africa proconsularis bzw. später Tripolitana), dem heutigen Zarzis in Tunesien.
| Titularbischöfe von Gergis |                                |                                                 |                    |                   |
| Nr.                        | Name                           | Amt                                             | von                | bis               |
| 1                          | Jan Cornelius van Sambeek MAfr | Apostolischer Vikar von Tanganika (Tansania)    | 19. November 1936  | 25. März 1953     |
| 2                          | Otàvio Barbosa Aguiar          | Weihbischof in São Luís do Maranhão (Brasilien) | 6. November 1954   | 24. Februar 1956  |
| 3                          | Luis Aníbal Rodríguez Pardo    | Weihbischof in Cochabamba (Bolivien)            | 28. Juli 1956      | 22. Mai 1958      |
| 4                          | Luigi Oldani                   | Weihbischof in Mailand (Italien)                | 31. Oktober 1961   | 5. August 1976    |
| 5                          | Antonio María Rouco Varela     | Weihbischof in Santiago de Compostela (Spanien) | 17. September 1976 | 9. Mai 1984       |
| 6                          | Patricio Infante Alfonso       | Weihbischof in Santiago de Chile (Chile)        | 7. August 1984     | 12. Dezember 1990 |
| 7                          | Jurij Bizjak                   | Weihbischof in Koper (Slowenien)                | 13. Mai 2000       | 26. Mai 2012      |
| 8                          | Sérgio de Deus Borges          | Weihbischof in São Paulo (Brasilien)            | 27. Juni 2012      | 17. Juli 2019     |
| 9                          | Jorge Luis Wagner              | Weihbischof in Bahía Blanca (Argentinien)       | 24. September 2019 | 22. Februar 2024  |
| 10                         | Vicente de Paula Tavares       | Weihbischof in Brasília (Brasilien)             | 19. März 2024      |                   |